# César Arturo Ramos
César Arturo Ramos Palazuelos (* 5. prosince 1983) je mexický profesionální fotbalový rozhodčí. Od roku 2014 je plnohodnotným rozhodčím FIFA. Rozhodoval zápasy v Lize mistrů CONCACAF, na Mistrovství světa ve fotbale 2018 a na Asijském poháru AFC 2019.

## Kariéra rozhodčího
Ramos jako sudí debutoval 28. října 2006 v zápase Primera División A mezi kluby Zacatepec a Santos Laguna 1a. Dne 15. ledna 2011 nastoupil jako čtvrtý rozhodčí v zápase mezi kluby San Luis a Puebla v nejvyšší mexické fotbalové lize (Liga MX). Později téhož roku Ramos debutoval v první lize jako hlavní rozhodčí, když řídil zápas mezi domácím klubem Monterrey a Tijuanou.
Prvním hráčem, kterému Ramos dal žlutou kartu v první lize, byl Fernando Arce, zatímco prvním hráčem, kterého vyloučil, byl Mariano Trujillo (Ramos mu udělil dvě žluté karty během 15 minut).
Ramos rozhodoval finále Mistrovství světa klubů FIFA 2017 mezi Realem Madrid a Grémiem.
Ramos byl jediným mexickým hlavním rozhodčím na Mistrovství světa ve fotbale 2018.
V roce 2019 se Ramos zúčastnil programu výměny rozhodčích mezi AFC a CONCACAF, kdy soudcoval v Asijském poháru AFC 2019, zatímco Abdulrahman Al-Jassim z Kataru byl rozhodčím na Zlatém poháru CONCACAF 2019.

## Zápasy

### Mistrovství světa ve fotbale
| Mistrovství světa ve fotbale 2018 – Rusko | Mistrovství světa ve fotbale 2018 – Rusko | Mistrovství světa ve fotbale 2018 – Rusko | Mistrovství světa ve fotbale 2018 – Rusko |
| Datum                                     | Zápas                                     | Místo                                     | Fáze                                      |
| ----------------------------------------- | ----------------------------------------- | ----------------------------------------- | ----------------------------------------- |
| 17. června 2018                           | Brazílie –Švýcarsko                       | Rostov na Donu                            | Základní skupina                          |
| 24. června 2018                           | Polsko – Kolumbie                         | Kazaň                                     | Základní skupina                          |
| 30. června 2018                           | Uruguay – Portugalsko                     | Soči                                      | Osmifinále                                |

| Mistrovství světa 2022 – Katar | Mistrovství světa 2022 – Katar | Mistrovství světa 2022 – Katar | Mistrovství světa 2022 – Katar | Mistrovství světa 2022 – Katar | Mistrovství světa 2022 – Katar | Mistrovství světa 2022 – Katar |
| Fáze                           | Datum                          | Tým 1                          | Skóre                          | Tým 2                          |                                |                                |
| ------------------------------ | ------------------------------ | ------------------------------ | ------------------------------ | ------------------------------ | ------------------------------ | ------------------------------ |
| Základní skupina D             | 22. listopadu 2022             | Dánsko                         | 0 : 0                          | Tunisko                        | 3 (1+2)                        | 0                              |

### Asijský pohár
| Asijský pohár 2019 – Spojené arabské emiráty | Asijský pohár 2019 – Spojené arabské emiráty | Asijský pohár 2019 – Spojené arabské emiráty | Asijský pohár 2019 – Spojené arabské emiráty |
| Datum                                        | Zápas                                        | Místo                                        | Fáze                                         |
| -------------------------------------------- | -------------------------------------------- | -------------------------------------------- | -------------------------------------------- |
| 10. ledna 2019                               | Indie – SAE                                  | Abú Zabí                                     | Základní skupina                             |
| 15. ledna 2019                               | Austrálie – Sýrie                            | Al Ajn                                       | Základní skupina                             |
| 20. ledna 2019                               | Írán – Omán                                  | Abú Zabí                                     | Osmifinále                                   |
| 29. ledna 2019                               | Katar – SAE                                  | Abú Zabí                                     | Semifinále                                   |